# Горан Стеванович
Го́ран «Пла́ві» Стева́нович (серб. Goran "Plavi" Stevanović, Горан Стевановић Плави; нар. 27 листопада 1966 року, Сремська Митровиця, Югославія) — сербський футбольний тренер і колишній футболіст.